# Chertwisi
Twierdza Chertwisi – jedna z najstarszych fortyfikacji w regionie Samcche-Dżawachetia w południowej Gruzji we wsi Chertwisi. 
Budowę twierdzy rozpoczęto w II wieku przed naszą erą. Kościół na jej terenie powstał w 985, a obecny kształt uzyskał po przebudowach w 1354 r. Jak głosi legenda, Chertwisi została zniszczona przez Aleksandra Macedońskiego. W X i XI w. był to jeden z najważniejszy ośrodków Samcche-Dżawachetii. Chertwisi w XIII w. zniszczyli Mongołowie, swoje znaczenie odzyskało dopiero w XV w. W XVI w. południową Gruzję najechali Turcy, Chertwisi przez trzy stulecia zostało pod ich władaniem. Pod koniec XIX w. twierdza stała się częścią Imperium Rosyjskiego, została tutaj ulokowana baza wojskowa dla gruzińskich i rosyjskich wojsk.
Twierdza Chertwisi położona jest na wysokim, skalistym wzgórzu w wąskim kanionie przy zbiegu rzek Mtkwari i Parawani. Jej system obronny opierał się na stromych i grubych murach oraz czterech wieżach. W późniejszym okresie twierdzę powiększono o wzmocnione wieżami i zewnętrznym obwarowaniem skrzydło zachodnie. Od wschodu do rzeki Kury Dżawacheckiej prowadzą dwa przejścia, które służyły do dostarczania wody i łączności ze światem zewnętrzny w przypadku oblężenia. Wewnątrz obwarowania twierdzy wschodniej i zachodniej części wznoszą się dwie wieże, wzniesione w XII w. przez królową Tamarę.
Kilkanaście kilometrów w górę rzeki Kury od Chertwisi znajduje się twierdza Tmogwisciche, opisana w poemacie Owanesa Tumaniana Zdobycie twierdzy Tmuk.
W 2007 roku Wardzia i Chertwisi zostały wpisane na gruzińską listę informacyjną UNESCO – listę obiektów, które Gruzja zamierza rozpatrzyć do zgłoszenia do wpisu na listę światowego dziedzictwa UNESCO. 